# 아유다 왕조
아유다 왕조(Ayudha dynasty)는 서기 8세기 말부터 9세기 초까지 존재했던 카나우지 왕국의 단명 왕조이다.

## 역사
카나우지의 강력한 왕인 야쇼바르만의 후계자들은 모두 왕국을 운영하고 방어하는 기술을 보여주지 않은 약한 통치자들이었다. 카나우지는 아마 보자의 통치 기간 동안 아유다에게 인수되었던 것으로 보인다.

### 바즈라유다
770년에 왕위에 오른 바즈라유다는 아유다 왕조의 첫 번째 통치자였다.
그는 아마도 카슈미르의 카르코타 왕 자야피다에게 패배했을 것이다. 하지만 자야피다가 말년에 이 작전을 수행했다면, 자야피다에게 패배한 카나우지의 왕은 그의 후계자인 인드라유다였을 것이다.

### 인드라유다
인드라유다는 783년에 그의 아버지 바즈라유다의 뒤를 이었다. 그는 강력한 라슈트라쿠타 황제 드루바 다라바르샤와 팔라 황제 다르마팔라에게 패배했다. 다르마팔라는 카나우지를 합병하는 대신 카나우지의 왕인 그의 피보호자인 차크라유다를 봉신으로 삼았고, 이것은 인근의 모든 영토의 통치자들에 의해 승인되었다. 그러나 그 두 형제인 인드라유다와 차크라유다는 카나우지를 차지하기 위해 싸우기 시작했다.

### 차크라유다
다르마팔라가 인드라유다를 물리쳤을 때, 그는 인드라유다의 동생인 차크라유다를 카나우지의 왕으로 임명하되 다르마팔라의 봉신으로 삼았다. 이 조치는 이웃한 모든 영토의 통치자들이 승인했다. 그러나 인드라유다와 차크라유다 두 형제는 카나우지를 차지하기 위해 싸우기 시작했다. 그러자 라슈트라쿠타 황제 고빈다 3세가 북벌을 감행하여 다르마팔라와 차크라유다를 모두 물리치고 복종시켰다.

### 쇠퇴
차크라유다와 그의 주군 다르마팔라를 무찌른 고빈다 3세의 침공으로 이 지역은 무정부 상태에 빠졌고 혼란에 빠졌다. 그러자 구르자라-프라티하라 황제 나가바타 2세가 이 상황을 틈타 카나우지를 침공해 차크라유다를 물리치고 카나우지를 수도로 삼았다. 이로써 아유다 왕조는 멸망했다.

## 참고 문헌
- “Kannauj after Harsha”. 《Jagran Josh》. Jagran Josh.
- Kamath, Suryanath U. (2001) [1980]. 《A concise history of Karnataka : from pre-historic times to the present》. Bangalore: Jupiter books. LCCN 80905179. OCLC 7796041.